# Bruno Stanischewski

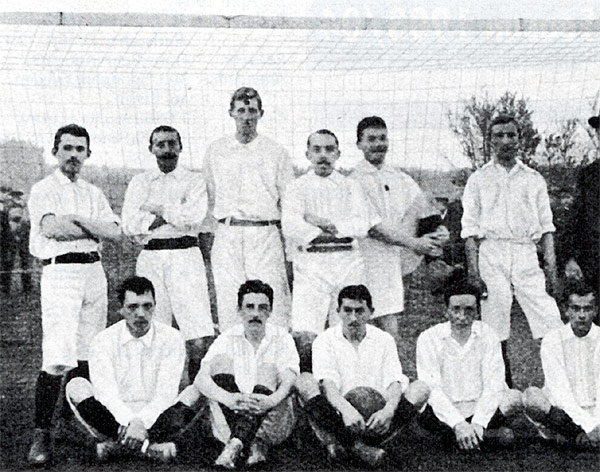
Bruno Stanischewski (2. v. l.; sitzend)
und Mitspieler des VfB Leipzig im Jahr 1901

Bruno Stanischewski (Lebensdaten unbekannt) war ein deutscher Fußballspieler.

## Karriere
Stanischewski gehörte dem VfB Leipzig als Stürmer an und bestritt von 1901 bis 1904 in den vom Verband Mitteldeutscher Ballspiel-Vereine organisierten Meisterschaften zunächst im Gau Nordwestsachsen, neben der Dresdner Meisterschaft, danach neben dem Gau Ostsachsen, eine von zwei regional höchsten Spielklassen, seine Punktspiele. In der Folgesaison als Sieger aus dem Gau Nordwestsachsen hervorgegangen, spielte er am 3. Mai 1903 gegen den Dresdner SC, dem Sieger des Gau Ostsachsen, um die Mitteldeutsche Meisterschaft; das Spiel in Dresden wurde mit 4:0 gewonnen.
Aufgrund des Erfolges, für die Endrunde um die Deutsche Meisterschaft qualifiziert, kam er am 10. Mai 1903 beim 3:1-Viertelfinal-Sieg über den BTuFC Britannia 1892 aus Berlin zu seinem Debüt. Nach dem sein Verein auch im Halbfinale am 17. Mai mit 6:3 gegen den Altonaer FC 93 erfolgreich gewesen ist, zog sie ins Finale ein. In diesem, ebenfalls eingesetzt, wurde er mit dem 7:2-Sieg über den DFC Prag am 31. Mai 1903 in Altona Deutscher Meister. In allen drei Endrundenspielen erzielte er jeweils zwei Tore.
In der Saison 1903/04 ergab sich hinsichtlich des Finales um die Mitteldeutsche Meisterschaft dieselbe Konstellation, doch das ursprünglich für den 5. Juni 1904 in Leipzig vorgesehene Spiel erneut gegen den Dresdner SC wurde nicht ausgetragen und auf den 19. Juni 1904 verlegt. Auch dieses Spiel wurde nicht ausgetragen, daher wurde in einer Sitzung am 23. Juli 1904 beschlossen, das Finale wegen Terminnot nicht mehr auszutragen. Als Titelverteidiger war der VfB Leipzig bereits vorher zur Teilnahme an der Endrunde um die Deutsche Meisterschaft gemeldet worden.
Stanischewski bestritt das am 24. April 1904 mit 1:0 gegen den Magdeburger FC Viktoria 1896 gewonnene Viertelfinale und das am 15. Mai 1904 mit 3:2 nach Verlängerung gegen den Duisburger SpV gewonnene Halbfinale.
Das am 29. Mai 1904 in Kassel vorgesehene Finale gegen den BTuFC Britannia 1892 fand jedoch nicht statt. Der Karlsruher FV hatte beim DFB Protest gegen die Wertung dieser Meisterschaft eingelegt. Der DFB hatte die ausschreibungsgemäße Ansetzung der Endrundenspiele an neutralem Orte nicht eingehalten; daraufhin wurde am Vormittag das Endspiel abgesagt und die Meisterschaftsendrunde annulliert.

## Erfolge
- Deutscher Meister 1903
- Mitteldeutscher Meister 1903
- Gaumeister Nordwestsachsen 1903, 1904